# Athens (Louisiane)
Pour les articles homonymes, voir Athens.
Athens est un village de la Paroisse de Claiborne dans l'État de Louisiane aux États-Unis.
Sa population était de 249 habitants en 2010.